# 集団遺伝学
集団遺伝学（しゅうだんいでんがく、英語: population genetics）は、生物集団内における遺伝子の構成・頻度の変化に関する遺伝学の一分野。
チャールズ・ダーウィンの自然選択説とグレゴール・ヨハン・メンデルの遺伝法則の融合から誕生した分野と呼ぶこともできる。
個体群や生物群集の遺伝子プールを対象とし、進化と遺伝を確率論や統計学などの数学的手法を用いて研究する。ロナルド・フィッシャー、シューアル・ライトや J・B・S・ホールデンらによって考えだされた近代進化論を、ジョン・メイナード＝スミス、ウィリアム・ドナルド・ハミルトンらが発展させ、現在に至る。
扱われる進化のプロセスとしては、突然変異 (mutation)、遺伝的浮動 (genetic drift)、自然選択 (natural selection)、遺伝子流動 (gene flow)、遺伝的組み換え (recombination)、集団構造などがある。そのようなプロセスが適応や種分化に及ぼす影響を論じる。
理論的なアプローチの他、ショウジョウバエを用いた実験的なアプローチも行われている。デオキシリボ核酸（DNA）の二重らせん構造が解明されるまでは、主に数理生物学的な理論的アプローチがとられてきたが、分子生物学の発展に従って、木村資生の中立進化説のように、分子遺伝学的手法もとられるようになった。今日的なテーマとしては、自然集団の遺伝的過程において進化がどのように起こるか研究することも可能となった。
集団遺伝学の手法や理論は、交配実験が不可能な人類集団の遺伝学的組成に関する研究や、動植物の育種学 (breeding) などに寄与している。